# Leorne Belém
Leorne Menescal Belém de Holanda (Quixeramobim, 23 de abril de 1938 – Fortaleza, 29 de maio de 2025) foi um político brasileiro. 

## Carreira
Formou-se em Ciências Jurídicas e Sociais pela Universidade Federal do Ceará, em 1962. Teve destacada atuação na política cearense, sendo eleito deputado estadual, em 1970 e em 1974. Em 1978 foi eleito deputado federal e reeleito em 1982.

## Morte
Belém morreu no dia 29 de maio de 2025, aos 87 anos, em Fortaleza, Ceará. As causas da morte são desconhecidas.